# Carole King

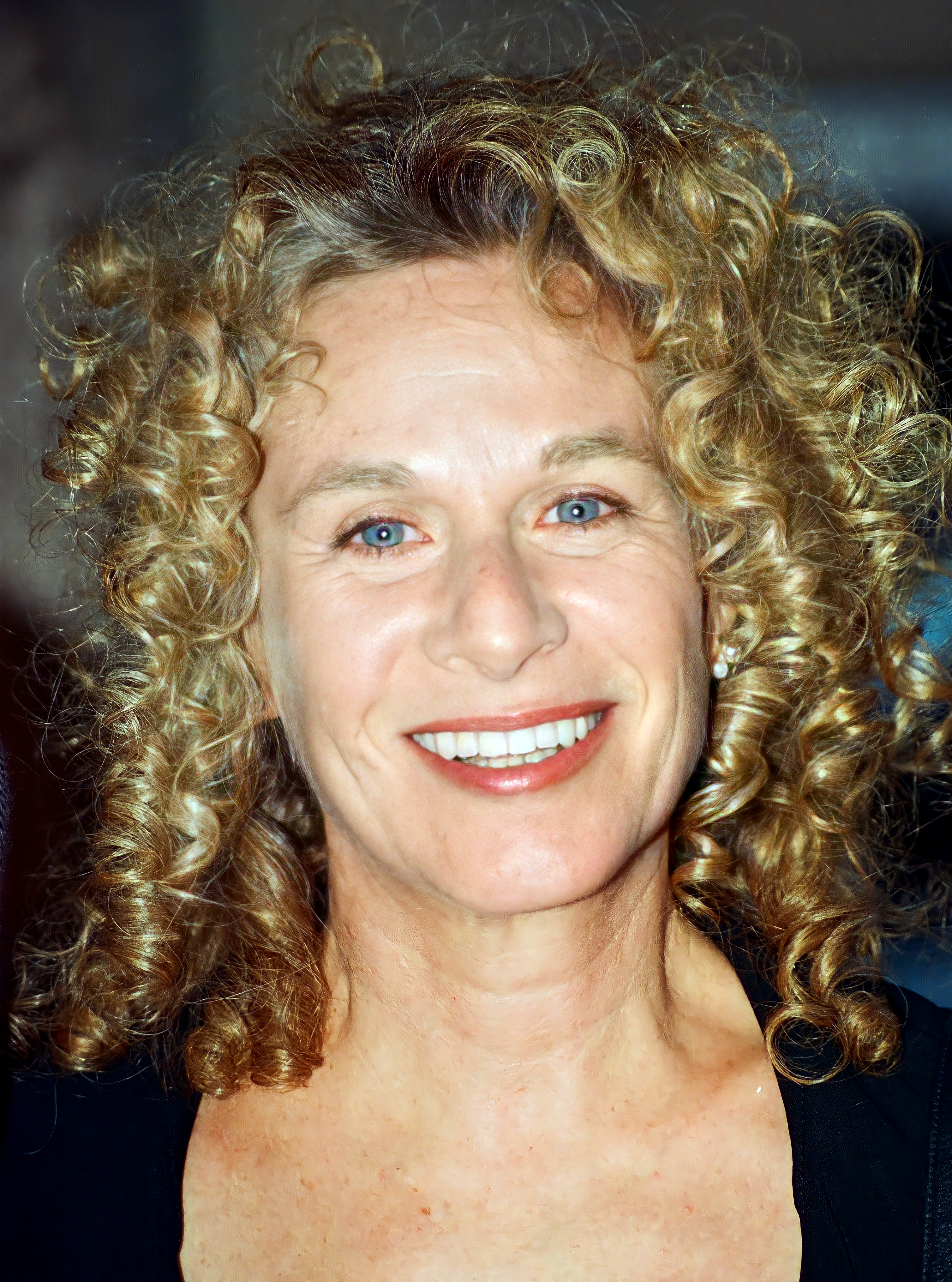
Carole King (2002)

Carole King (* 9. Februar 1942 als Carol Joan Klein in Manhattan, New York) ist eine US-amerikanische Sängerin, Songschreiberin und Pianistin. Bei ihren Live-Auftritten spielt sie außerdem gelegentlich Gitarre. Mit dem Album Tapestry trug sie entscheidend zur Etablierung des Singer-Songwriter-Genres bei. Sie ist zugleich eine der erfolgreichsten Songschreiberinnen der Rock- und Popmusik. Mehr als hundert ihrer Songs waren in den Top 100 der US-amerikanischen Billboard-Single-Charts vertreten.

## Karriere

### Songschreiber-Duo mit Gerry Goffin
Carole King wuchs als Kind von Eltern jüdischen Glaubens im New Yorker Stadtteil Brooklyn auf. Bereits im Alter von vier Jahren nahm sie Klavierunterricht und während ihrer Schulzeit begann sie mit dem Komponieren von Liedern. Auf der High School ging sie eine Zeit lang mit Neil Sedaka, der später seinen Hit Oh! Carol nach ihr benannte; sie schrieb im Gegenzug einen neuen Text und veröffentlichte ein Lied namens Oh! Neil. Während ihrer Zeit am College, das auch Paul Simon besuchte, lernte sie ihren ersten Ehemann Gerry Goffin kennen. Die beiden heirateten am 30. August 1959. 
Das Paar bildete neben Burt Bacharach und Hal David ein weiteres bedeutendes Songschreiber-Duo der 1960er Jahre. Während King die Melodien komponierte, schrieb Goffin die Texte, unter anderem für The Everly Brothers, The Drifters, The Byrds, Dusty Springfield und Aretha Franklin. Ihren ersten Nummer-eins-Hit hatte die 18-jährige Carole King mit dem Lied Will You Love Me Tomorrow, geschrieben für die Girlgroup The Shirelles. Weitere Top-Five-Hits waren unter anderem: The Loco-Motion (Little Eva), Take Good Care of My Baby (Bobby Vee), One Fine Day (The Chiffons) und Up on the Roof (The Drifters). Zu ihren Bewunderern gehörten die Beatles, die auf ihrem ersten Album Please Please Me das Stück Chains veröffentlichten. John Lennon und Paul McCartney äußerten später: „Unser Ziel war es, Kompositionen im Stil von Carole King und Gerry Goffin zu schreiben.“
Aus den frühen 1960er Jahren gibt es einige Veröffentlichungen mit Carole King als Sängerin, unter anderem den Hit It Might as Well Rain Until September. Die Single wurde Anfang 1962 zunächst auf Companion Nr. 2000 veröffentlicht und erschien später bei Dimension Nr. 2000; der Titel erreichte 1962 Platz 22 der US-Charts. Die Single He’s a Bad Boy (US-Katalognummer Dimension 1009) erreichte 1963 Platz 94.

### Solo-Künstlerin
Nach ihrem Erfolg von Natural Woman für Aretha Franklin trennte sich Carole King von Gerry Goffin und ging nach Kalifornien. Dort lebte sie mit ihrem zweiten Mann, dem Bassisten Charley Larkey, und ihren beiden Töchtern Louise und Sherry in Los Angeles im berühmten Laurel Canyon, in engem Kontakt zu James Taylor, Joni Mitchell und vielen anderen aufstrebenden Musikern der Zeit. Mit Goffin blieb sie befreundet und beide komponierten auch in den folgenden Jahren regelmäßig Songs. Ihr erstes Album nahm sie 1968 innerhalb der Gruppe The City auf, da sie sich primär als Songschreiberin und weniger als Sängerin verstand.
Unter dem Einfluss von James Taylor begann sie 1970 mit eigenen Bühnenauftritten und veröffentlichte ihr zwar von Kritikern gelobtes, aber sonst kaum beachtetes erstes Soloalbum Writer. Im Jahr darauf folgte mit Tapestry eines der erfolgreichsten Alben der Popmusik. Mit einem auf Jazz, Blues und Soul basierenden sanften Rock schuf Carole King einen eigenen Musikstil, der nachhaltigen Einfluss auf die Pop- und Rockmusik hatte. Das mit vier Grammys ausgezeichnete Album verkaufte sich weltweit über 25 Millionen Mal und blieb 25 Jahre lang das bestverkaufte Album einer Solosängerin. Es wurde für mehr als 14 Millionen verkaufte Exemplare in den USA mit einer 14-fachen Platin-Schallplatte ausgezeichnet. Auf Tapestry befinden sich Klassiker wie So Far Away, I Feel the Earth Move, It’s Too Late, You’ve Got a Friend und Natural Woman. Die ausgekoppelte Single It’s Too Late hielt sich 1971 fünf Wochen auf Platz 1 der US-Singlecharts.
Auch die folgenden Plattenveröffentlichungen waren erfolgreich und erhielten mehrfach Platin. Nach dem soul-orientierten Album Music (1971) und dem bittersüßen Rhymes and Reasons (1972) zeigte sie auf ihrem Konzeptalbum Fantasy (1973), dass sie auch eine hervorragende Jazzpianistin und -komponistin ist. Sie trat auch auf dem Montreux Jazz Festival 1973 auf.
Nach dem eher kommerziellen Pop-Album Wrap Around Joy von 1974 und dem darin enthaltenen Nummer-zwei-Hit Jazzman, der 1975 für einen Grammy nominiert war, brachte sie 1976 das von der Kritik gelobte Album Thoroughbred heraus, das an Tapestry erinnerte. Einige Stücke dafür schrieb sie zusammen mit ihrem Ex-Mann Gerry Goffin, unter anderem die melancholische Ballade High out of Time mit James Taylor als Backgroundsänger. Auf ihrem Album Simple Things (1977) veröffentlichte sie den Hit Hard Rock Cafe.
Nach der Trennung von Charley Larkey, dem plötzlichen Drogentod ihres dritten Mannes und einigen weniger erfolgreichen Alben zog sie sich Anfang der 80er Jahre aus dem Musikgeschäft zurück. Carole King, die sich immer politisch und Anfang der 70er Jahre auch in der Friedensbewegung engagiert hatte, machte sich nun für Umweltschutzprojekte stark.

### Seit Ende der 1980er Jahre: Sängerin, Songschreiberin, Schauspielerin

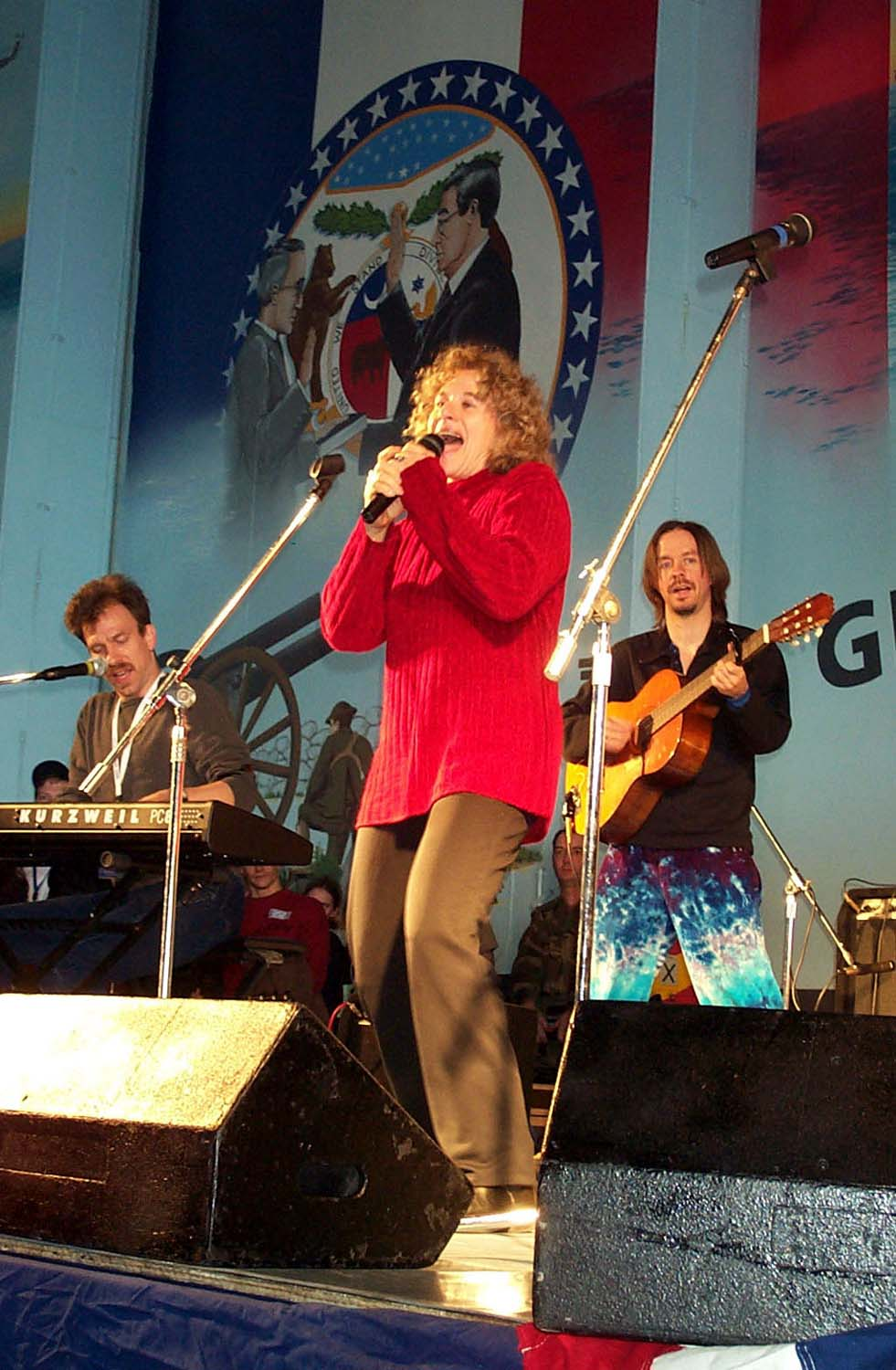
Carole King (2000)

Nach einer längeren musikalischen Pause bringt sie seit Ende der 1980er Jahre in unregelmäßigen Abständen Neuerscheinungen auf den Markt, bei denen sie unter anderem von Musikern wie Eric Clapton, K. D. Lang, Slash und Babyface unterstützt wird. Im Juli 1989 erreichte sie mit City Streets zum einzigen Mal die deutschen Singlecharts (Platz 67). Sie ist weiterhin sehr erfolgreich als Songschreiberin – auch im Genre R&B; beispielsweise schrieb sie Hits für Mariah Carey und Céline Dion. Mit ihrem 1993 erschienenen rockigen Album Colour of Your Dreams und der Top-20-Single Now and Forever – gleichzeitig Titelsong für den Spielfilm Eine Klasse für sich mit Tom Hanks, Geena Davis und Madonna – gelang ihr auch ein kommerzielles Comeback in der Musikszene.
Im Zuge der Renaissance des Singer-Songwriter-Genres in den 1990er Jahren durch Sängerinnen wie Tori Amos oder Tracy Chapman, die Carole King immer wieder als Vorbild für ihren Musikstil nannten, setzte man der Künstlerin mit dem Album Tapestry Revisited 1995 ein musikalisches Denkmal. Die zwölf Lieder ihres Albums aus dem Jahr 1971 werden darauf von namhaften Künstlern wie Aretha Franklin, Rod Stewart, Amy Grant oder Faith Hill interpretiert.
Beim „VH1 Divas“-Konzert trat sie 1998 neben Stars wie Aretha Franklin, Shania Twain, Mariah Carey, Celine Dion und Gloria Estefan mit You’ve Got a Friend und Natural Woman als Überraschungsgast auf.
Carole King ist außerdem als Schauspielerin tätig, sie feierte in den 1990ern große Erfolge am Broadway. Politisch setzt sie sich nach wie vor für die Linksliberalen und die Bürgerrechtsbewegung ein. Im US-Wahlkampf 2004 unterstützte sie die Demokraten. Ihren 60. Geburtstag feierte sie auf Kuba, zusammen mit Fidel Castro, um so ein Zeichen für eine Politik der Aussöhnung zu setzen.
Mit ihrer Veröffentlichung Love Makes the World (2001) erntete sie erneut das Lob der Kritik.
Im Sommer 2004 ging Carole King nach mehr als zehn Jahren Bühnenpause in den USA wieder auf Konzertreise. Der Mitschnitt der Living Room Tour kam im Sommer 2005 auf den Markt und erreichte Platz 17 der Billboard-Album-Charts. Zusammen mit ihrer Tochter Louise Goffin nahm sie zudem den Song Where You Lead als Titellied für die Fernsehserie Gilmore Girls in einer veränderten Fassung auf. In dieser Serie trat King auch als Gaststar auf und spielte mehrfach die Musikladenbesitzerin Sophie.
Ende des Jahres 2006 tourte sie erstmals durch Australien und Neuseeland. Im April 2012 erschien ihre Autobiografie A Natural Woman. Am 3. Dezember 2012 bekam sie ihren Stern mit der Nummer 2486 auf dem Hollywood Walk of Fame.

## Musical

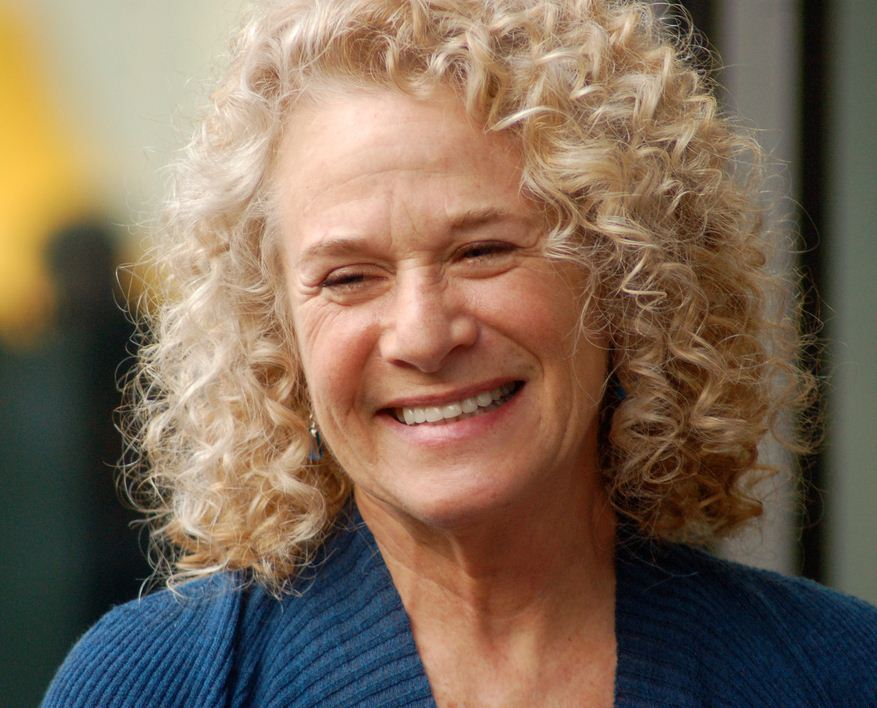
Carole King (2012)

Das Leben und die Musik von King diente als Vorlage für das Musical Beautiful: The Carole King Musical, das zuerst von September bis Oktober 2013 im Curran Theatre in San Francisco aufgeführt wurde, bevor es im November 2013 im Stephen Sondheim Theatre am Broadway erste Testvorführungen gab. Von Januar 2014 bis Oktober 2019 lief das Stück im regulären Spielbetrieb. Die Hauptrolle spielte Jessie Mueller. Die Aufnahme mit Mueller und anderen Darstellern erhielt 2015 den Grammy für das beste Musical-Album des Jahres. Im Londoner Westend lief das Musical von 2015 bis 2017 und danach auf verschiedenen Tourneen in den Vereinigten Staaten, Australien und dem Vereinigten Königreich.
Für das Biopic Beautiful, einer Filmversion von Beautiful – The Carole King Musical, wurde Daisy Edgar-Jones für die Hauptrolle besetzt.

## Diskografie

### Studioalben
| Jahr | Titel                            | Höchstplatzierung, Gesamtwochen, AuszeichnungChartplatzierungen (Jahr, Titel, Platzierungen, Wochen, Auszeichnungen, Anmerkungen) | Höchstplatzierung, Gesamtwochen, AuszeichnungChartplatzierungen (Jahr, Titel, Platzierungen, Wochen, Auszeichnungen, Anmerkungen) | Höchstplatzierung, Gesamtwochen, AuszeichnungChartplatzierungen (Jahr, Titel, Platzierungen, Wochen, Auszeichnungen, Anmerkungen) | Höchstplatzierung, Gesamtwochen, AuszeichnungChartplatzierungen (Jahr, Titel, Platzierungen, Wochen, Auszeichnungen, Anmerkungen) | Höchstplatzierung, Gesamtwochen, AuszeichnungChartplatzierungen (Jahr, Titel, Platzierungen, Wochen, Auszeichnungen, Anmerkungen) | Anmerkungen                          |
| Jahr | Titel                            | DE | AT | CH | UK | US | Anmerkungen                          |
| ---- | -------------------------------- | --- | --- | --- | --- | --- | ------------------------------------ |
| 1970 | Writer                           | — | — | — | — | US84 (27 Wo.)US | Erstveröffentlichung: Mai 1970       |
| 1971 | Tapestry                         | — | — | — | UK4 ×2Doppelplatin · (136 Wo.)UK                                                                                                  | US1 ×4Diamant + Vierfachplatin · (318 Wo.)US                                                                                      | Erstveröffentlichung: Februar 1971   |
| 1971 | Music                            | — | — | — | UK18 (10 Wo.)UK | US1 (44 Wo.)US | Erstveröffentlichung: Dezember 1971  |
| 1972 | Rhymes & Reasons                 | — | — | — | UK40 (2 Wo.)UK | US2 Gold · (31 Wo.)US | Erstveröffentlichung: November 1972  |
| 1973 | Fantasy                          | — | — | — | — | US6 Gold · (37 Wo.)US | Erstveröffentlichung: Juni 1973      |
| 1974 | Wrap Around Joy                  | — | — | — | — | US1 Gold · (29 Wo.)US | Erstveröffentlichung: September 1974 |
| 1976 | Thoroughbred                     | — | — | — | — | US3 Gold · (21 Wo.)US | Erstveröffentlichung: Januar 1976    |
| 1977 | Simple Things                    | — | — | — | — | US17 Gold · (14 Wo.)US | Erstveröffentlichung: Juli 1977      |
| 1978 | Welcome Home                     | — | — | — | — | US104 (8 Wo.)US | Erstveröffentlichung: Mai 1978       |
| 1979 | Touch the Sky                    | — | — | — | — | US104 (9 Wo.)US | Erstveröffentlichung: Juni 1979      |
| 1980 | Pearls: Songs of Goffin and King | — | — | — | — | US44 (17 Wo.)US | Erstveröffentlichung: Juni 1980      |
| 1982 | One to One                       | — | — | — | — | US119 (11 Wo.)US | Erstveröffentlichung: April 1982     |
| 1989 | City Streets                     | — | — | — | — | US111 (16 Wo.)US | Erstveröffentlichung: April 1989     |
| 2001 | Love Makes the World             | — | — | — | UK86 (1 Wo.)UK | US158 (1 Wo.)US | Erstveröffentlichung: September 2001 |
| 2011 | A Holiday Carole                 | — | — | — | — | US52 (8 Wo.)US | Erstveröffentlichung: November 2011  |

grau schraffiert: keine Chartdaten aus diesem Jahr verfügbar
Weitere Studioalben
- 1968: Now That Everything’s Been Said (mit The City)
- 1983: Speeding Time
- 1993: Colour of Your Dreams

### Livealben
| Jahr | Titel                  | Höchstplatzierung, Gesamtwochen, AuszeichnungChartplatzierungen (Jahr, Titel, Platzierungen, Wochen, Auszeichnungen, Anmerkungen) | Höchstplatzierung, Gesamtwochen, AuszeichnungChartplatzierungen (Jahr, Titel, Platzierungen, Wochen, Auszeichnungen, Anmerkungen) | Höchstplatzierung, Gesamtwochen, AuszeichnungChartplatzierungen (Jahr, Titel, Platzierungen, Wochen, Auszeichnungen, Anmerkungen) | Höchstplatzierung, Gesamtwochen, AuszeichnungChartplatzierungen (Jahr, Titel, Platzierungen, Wochen, Auszeichnungen, Anmerkungen) | Höchstplatzierung, Gesamtwochen, AuszeichnungChartplatzierungen (Jahr, Titel, Platzierungen, Wochen, Auszeichnungen, Anmerkungen) | Anmerkungen                                     |
| Jahr | Titel                  | DE | AT | CH | UK | US | Anmerkungen                                     |
| ---- | ---------------------- | --- | --- | --- | --- | --- | ----------------------------------------------- |
| 1994 | In Concert             | — | — | — | UK97 (1 Wo.)UK | US160 (3 Wo.)US | Erstveröffentlichung: März 1994                 |
| 2005 | The Living Room Tour   | — | — | — | — | US17 (15 Wo.)US | Erstveröffentlichung: Juli 2005                 |
| 2010 | Live at the Troubadour | — | — | — | UK33 (3 Wo.)UK | US4 Gold · (37 Wo.)US | Erstveröffentlichung: Mai 2010 mit James Taylor |

Weitere Livealben
- 1996: The Carnegie Hall Concert: June 18, 1971

### Kompilationen
| Jahr | Titel                                | Höchstplatzierung, Gesamtwochen, AuszeichnungChartplatzierungen (Jahr, Titel, Platzierungen, Wochen, Auszeichnungen, Anmerkungen) | Höchstplatzierung, Gesamtwochen, AuszeichnungChartplatzierungen (Jahr, Titel, Platzierungen, Wochen, Auszeichnungen, Anmerkungen) | Höchstplatzierung, Gesamtwochen, AuszeichnungChartplatzierungen (Jahr, Titel, Platzierungen, Wochen, Auszeichnungen, Anmerkungen) | Höchstplatzierung, Gesamtwochen, AuszeichnungChartplatzierungen (Jahr, Titel, Platzierungen, Wochen, Auszeichnungen, Anmerkungen) | Höchstplatzierung, Gesamtwochen, AuszeichnungChartplatzierungen (Jahr, Titel, Platzierungen, Wochen, Auszeichnungen, Anmerkungen) | Anmerkungen                          |
| Jahr | Titel                                | DE | AT | CH | UK | US | Anmerkungen                          |
| ---- | ------------------------------------ | --- | --- | --- | --- | --- | ------------------------------------ |
| 1978 | Her Greatest Hits: Songs of Long Ago | — | — | — | — | US47 Gold · (13 Wo.)US | Erstveröffentlichung: April 1978     |
| 1994 | Natural Woman: The Ode Collection    | — | — | — | UK31 Silber · (3 Wo.)UK | — | Erstveröffentlichung: September 1994 |
| 2012 | The Legendary Demos                  | — | — | — | — | US56 (3 Wo.)US | Erstveröffentlichung: April 2012     |
| 2015 | A Beautiful Collection               | — | — | — | UK32 (3 Wo.)UK | — | Erstveröffentlichung: März 2015      |

grau schraffiert: keine Chartdaten aus diesem Jahr verfügbar
Weitere Kompilationen
- 1994: Time Gone By
- 1998: Goin' Back
- 2000: Super Hits
- 2001: Natural Woman – The Very Best Of
- 2005: Carole King
- 2006: Collections
- 2010: The Essential (UK: Silber)
- 2015: The Sounds of Carole King and Friends
- 2016: It Might As Well Rain Until September
- 2017: The Real: The Ultimate Collection
- 2017: Original Album Classics

### Soundtracks
| Jahr | Titel        | Höchstplatzierung, Gesamtwochen, AuszeichnungChartplatzierungen (Jahr, Titel, Platzierungen, Wochen, Auszeichnungen, Anmerkungen) | Höchstplatzierung, Gesamtwochen, AuszeichnungChartplatzierungen (Jahr, Titel, Platzierungen, Wochen, Auszeichnungen, Anmerkungen) | Höchstplatzierung, Gesamtwochen, AuszeichnungChartplatzierungen (Jahr, Titel, Platzierungen, Wochen, Auszeichnungen, Anmerkungen) | Höchstplatzierung, Gesamtwochen, AuszeichnungChartplatzierungen (Jahr, Titel, Platzierungen, Wochen, Auszeichnungen, Anmerkungen) | Höchstplatzierung, Gesamtwochen, AuszeichnungChartplatzierungen (Jahr, Titel, Platzierungen, Wochen, Auszeichnungen, Anmerkungen) | Anmerkungen                        |
| Jahr | Titel        | DE | AT | CH | UK | US | Anmerkungen                        |
| ---- | ------------ | --- | --- | --- | --- | --- | ---------------------------------- |
| 1975 | Really Rosie | — | — | — | — | US20 (15 Wo.)US | Erstveröffentlichung: Februar 1975 |

grau schraffiert: keine Chartdaten aus diesem Jahr verfügbar

### Singles
| Jahr | Titel Album                                        | Höchstplatzierung, Gesamtwochen, AuszeichnungChartplatzierungen (Jahr, Titel, Album, Platzierungen, Wochen, Auszeichnungen, Anmerkungen) | Höchstplatzierung, Gesamtwochen, AuszeichnungChartplatzierungen (Jahr, Titel, Album, Platzierungen, Wochen, Auszeichnungen, Anmerkungen) | Höchstplatzierung, Gesamtwochen, AuszeichnungChartplatzierungen (Jahr, Titel, Album, Platzierungen, Wochen, Auszeichnungen, Anmerkungen) | Höchstplatzierung, Gesamtwochen, AuszeichnungChartplatzierungen (Jahr, Titel, Album, Platzierungen, Wochen, Auszeichnungen, Anmerkungen) | Höchstplatzierung, Gesamtwochen, AuszeichnungChartplatzierungen (Jahr, Titel, Album, Platzierungen, Wochen, Auszeichnungen, Anmerkungen) | Anmerkungen                         |
| Jahr | Titel Album                                        | DE | AT | CH | UK | US | Anmerkungen                         |
| ---- | -------------------------------------------------- | --- | --- | --- | --- | --- | ----------------------------------- |
| 1962 | It Might as Well Rain Until September –            | — | — | — | UK3 (17 Wo.)UK | US22 (9 Wo.)US | Erstveröffentlichung: August 1962   |
| 1963 | He’s a Bad Boy –                                   | — | — | — | — | US94 (3 Wo.)US | Erstveröffentlichung: April 1963    |
| 1971 | It’s Too Late / I Feel the Earth Move Tapestry     | — | — | — | UK6 Silber · (12 Wo.)UK | US1 Platin (It’s Too Late) + Gold (I Feel the Earth Move) · (17 Wo.)US                                                                   | Erstveröffentlichung: April 1971    |
| 1971 | So Far Away / Smackwater Jack Tapestry             | — | — | — | — | US14 Gold · (10 Wo.)US | Erstveröffentlichung: August 1971   |
| 1972 | Sweet Seasons Music                                | — | — | — | — | US9 (10 Wo.)US | Erstveröffentlichung: Januar 1972   |
| 1972 | Been to Canaan Rhymes and Reasons                  | — | — | — | — | US24 (10 Wo.)US | Erstveröffentlichung: November 1972 |
| 1973 | Believe in Humanity / You Light Up My Life Fantasy | — | — | — | — | US28 (9 Wo.)US | Erstveröffentlichung: Juli 1973     |
| 1973 | Corazon Fantasy                                    | — | — | — | — | US37 (10 Wo.)US | Erstveröffentlichung: Oktober 1973  |
| 1974 | Jazzman Wrap Around Joy                            | — | — | — | — | US2 (16 Wo.)US | Erstveröffentlichung: August 1974   |
| 1974 | Nightingale Wrap Around Joy                        | — | — | — | — | US9 (12 Wo.)US | Erstveröffentlichung: Dezember 1974 |
| 1976 | Only Love Is Real Thoroughbred                     | — | — | — | — | US28 (11 Wo.)US | Erstveröffentlichung: Februar 1976  |
| 1976 | High Out of Time Thoroughbred                      | — | — | — | — | US76 (3 Wo.)US | Erstveröffentlichung: April 1976    |
| 1977 | Hard Rock Cafe Simple Things                       | — | AT19 (8 Wo.)AT | CH12 (3 Wo.)CH | — | US30 (11 Wo.)US | Erstveröffentlichung: Juli 1977     |
| 1980 | One Fine Day Pearls: Songs of Goffin and King      | — | — | — | — | US12 (17 Wo.)US | Erstveröffentlichung: Mai 1980      |
| 1982 | One to One                                         | — | — | — | — | US45 (10 Wo.)US | Erstveröffentlichung: März 1982     |
| 1989 | City Streets                                       | DE67 (10 Wo.)DE | — | — | — | — | Erstveröffentlichung: Mai 1989      |

grau schraffiert: keine Chartdaten aus diesem Jahr verfügbar
Weitere Singles
- 1958: Right Girl/Goin’ Wild
- 1958: Baby Sittin’/Under the Stars
- 1959: Oh Neil/A Very Special Boy
- 1959: Short Mort/Queen of the Beach
- 1962: School Bells Are Ringing/I Didn’t Have Any Summer Romance
- 1966: A Road to Nowhere/Some of Your Loving
- 1977: Simple Things
- 1978: Morning Sun
- 1992: Now and Forever
- 2001: Love Makes the World
- 2007: Girl Power
- 2013: I Believe in Loving You

### Videoalben
| Jahr | Titel                 | Höchstplatzierung, Gesamtwochen, AuszeichnungChartplatzierungen (Jahr, Titel, Platzierungen, Wochen, Auszeichnungen, Anmerkungen) | Höchstplatzierung, Gesamtwochen, AuszeichnungChartplatzierungen (Jahr, Titel, Platzierungen, Wochen, Auszeichnungen, Anmerkungen) | Höchstplatzierung, Gesamtwochen, AuszeichnungChartplatzierungen (Jahr, Titel, Platzierungen, Wochen, Auszeichnungen, Anmerkungen) | Höchstplatzierung, Gesamtwochen, AuszeichnungChartplatzierungen (Jahr, Titel, Platzierungen, Wochen, Auszeichnungen, Anmerkungen) | Höchstplatzierung, Gesamtwochen, AuszeichnungChartplatzierungen (Jahr, Titel, Platzierungen, Wochen, Auszeichnungen, Anmerkungen) | Anmerkungen                         |
| Jahr | Titel                 | DE | AT | CH | UK | US | Anmerkungen                         |
| ---- | --------------------- | --- | --- | --- | --- | --- | ----------------------------------- |
| 2019 | Live At Montreux 1973 | — | — | — | UK29 (2 Wo.)UK | — | Erstveröffentlichung: 14. Juni 2019 |

Weitere Videoalben
- 2003: In Concert
- 2010: Live At The Troubadour (US: ×6Sechsfachplatin )

## Auszeichnungen für Musikverkäufe
| Silberne Schallplatte - Vereinigtes Königreich - 2025: für das Lied You’ve Got a Friend Goldene Schallplatte - Australien - 2006: für das Videoalbum In Concert - 2010: für das Videoalbum Live At The Troubadour - Japan - 1995: für das Album Tapestry - Kanada - 1978: für das Album Greatest Hits - Neuseeland - 2001: für das Album Natural Woman – The Very Best Of - Vereinigte Staaten - 2024: für das Lied You’ve Got a Friend | Platin-Schallplatte - Vereinigte Staaten - 1995: für das Album Carole King Music 4× Platin-Schallplatte - Neuseeland - 1996: für das Album Tapestry 8× Platin-Schallplatte - Australien - 2018: für das Album Tapestry |

Anmerkung: Auszeichnungen in Ländern aus den Charttabellen bzw. Chartboxen sind in ebendiesen zu finden.
| Land/RegionAuszeichnungen für Musikverkäufe (Land/Region, Auszeichnungen, Verkäufe, Quellen) | Silber     | Gold       | Platin       | Diamant  | Verkäufe   | Quellen         |
| -------------------------------------------------------------------------------------------- | ---------- | ---------- | ------------ | -------- | ---------- | --------------- |
| Australien (ARIA)                                                                            | —          | 2× Gold2   | 8× Platin8   | —        | 575.000    | aria.com.au     |
| Japan (RIAJ)                                                                                 | —          | Gold1      | —            | —        | 100.000    | riaj.or.jp      |
| Kanada (MC)                                                                                  | —          | Gold1      | —            | —        | 50.000     | musiccanada.com |
| Neuseeland (RMNZ)                                                                            | —          | Gold1      | 4× Platin4   | —        | 67.500     | Einzelnachweise |
| Vereinigte Staaten (RIAA)                                                                    | —          | 10× Gold10 | 12× Platin12 | Diamant1 | 21.600.000 | riaa.com        |
| Vereinigtes Königreich (BPI)                                                                 | 4× Silber4 | —          | 2× Platin2   | —        | 1.120.000  | bpi.co.uk       |
| Insgesamt                                                                                    | 4× Silber4 | 15× Gold15 | 26× Platin26 | Diamant1 |            |                 |

## Ehrungen
- 1972 – Grammy Awards in vier Kategorien:
  - Album des Jahres (Tapestry)
  - Single des Jahres (It’s Too Late)
  - Bester weiblicher Gesangsbeitrag (Tapestry)
  - Bester Song (You’ve Got a Friend)
- 1987 – Aufnahme in die Songwriters Hall of Fame
- 1990 – Aufnahme in die Rock and Roll Hall of Fame als Songschreiberin (Ahmet Ertegün Award), zusammen mit Gerry Goffin
- 2013 – The Library of Congress Gershwin Prize for Popular Song[7]
- 2015 erhielt sie den Kennedy-Preis.
- Der Rolling Stone listete King und Goffin 2015 auf Rang sieben der 100 größten Songwriter aller Zeiten.[8]
- 2021 – Aufnahme in die Rock and Roll Hall of Fame als Interpretin